# Митя Мьорец
Митя Мьорец (на словенски Mitja Mörec) е словенски футболист, защитник. Роден е на 21 февруари 1983 г. в град Мурска Собота, Словения. Започва кариерата си в отбора на родния си град НД Мура 05. От 2002 г. до 2007 г. играе в австрийския ШК Щурм Грац. През сезон 2007-2008 г. играе в израелския ФК Макаби Херцлия. През лятото на 2008 г. подписва с ЦСКА София.